# Roman Archutowski
Blahoslavený Roman Archutowski (5. srpna 1882, Karolino – 18. dubna 1943, Majdanek) byl polský římskokatolický duchovní a bratr Józefa Archutowského, teologa a profesora Jagellonské univerzity v Krakově. Stal se obětí nacistického pronásledování katolické církve a je uctíván jako blahoslavený mučedník.

## Život
Pocházel z poměrně zámožné rodiny a po studiích na gymnáziu v Pułtusku a Suwalkách vstoupil do Vyššího metropolitního semináře sv. Jana Křtitele ve Varšavě, kde zahájil formaci ke kněžství. Kněžské svěcení přijal v roce 1904. Nějaký čas poté působil v pastoraci a následně dále studoval na katolické teologické akademii v Petrohradě. Poté pracoval jako pedagog a soudce církevního soudu. V roce 1940 byl jmenován rektorem varšavského kněžského semináře.
V roce 1942 byl dvakrát uvězněn ve varšavském Pawiaku, kde byl brutálně mučen. Veškeré příkoří a týrání přijímal jako účast na utrpení Ježíše Krista. V lednu roku 1943 byl transportován do Majdanku, vyhlazovacího tábora nedaleko Lubinu. Zde se zakrátko nakazil tyfem[nepřesný odkaz] a zemřel na Květnou neděli, 18. dubna roku 1943.

## Beatifikace
Beatifikován byl dne 13. června 1999 papežem sv. Janem Pavlem II. ve skupině 108 polských mučedníků z druhé světové války.